# 达贡镇区
达贡镇区是缅甸内比都联邦区欧塔拉县下辖的一个镇区，治所位于达贡。
达贡镇区原隶属于曼德勒省央米丁县。2005年11月，缅甸政府宣布迁都内比都。2006年2月，缅甸政府将达贡镇区划归新设立的彬马那县。2009年1月，彬马那县更名为内比都县。2013年1月，内比都县拆分为欧塔拉县和德金那县2县，达贡镇区划归欧塔拉县管辖。2022年4月30日，欧塔拉县析置杰雅提里县，达贡镇区仍划归欧塔拉县管辖。